# Markus Eisenbichler
Markus Eisenbichler, né le 3 avril 1991 à Siegsdorf, est un sauteur à ski allemand. Il est champion du monde par équipes mixtes en 2017, et médaillé de bronze individuel à ces mêmes mondiaux. Lors des Championnats du monde 2019, il remporte le titre individuel sur grand tremplin et les deux titres par équipes.

## Carrière
Markus Eisenbichler commence le saut à ski de compétition au haut niveau durant l'hiver 2006-2007. Il obtient son premier podium dans la Coupe continentale en février 2011 à Zakopane.
Licencié au TSV Siegsdorf, il fait ses débuts en Coupe du monde à l'occasion de la Tournée des quatre tremplins en décembre 2011, où il marque son premier point (30e) à Oberstdorf.
En septembre 2012, il chute lourdement à la réception d'un saut et se casse de multiples vertèbres.
Après deux victoires sur la Coupe continentale à Sapporo, il se révèle lors de la saison 2013-2014, lors de l'étape disputée au même lieu, finissant huitième des deux concours individuels. En novembre 2014, il entame la nouvelle saison avec une victoire avec ses coéquipiers à Klingenthal.
Lors de l'hiver 2016-2017, il monte sur ses premiers podiums individuels à Lillehammer, Oslo et Planica.
Aux Championnats du monde 2017, il remporte deux médailles : d'abord le bronze au petit tremplin derrière Stefan Kraft et Andreas Wellinger puis l'or au concours par équipes mixtes.
Aux Jeux olympiques d'hiver de 2018, il est huitième et quatorzième en individuel, mais n'est pas retenu pour l'épreuve par équipes. De retour sur la Coupe du monde à Lahti, il est gagnant de l'épreuve par équipes et deuxième sur l'individuel.
Lors de la saison 2018-2019, il commence avec des résultats discrets (sixième au mieux), avant d'atterir sur le podium à la Tournée des quatre tremplins à Oberstdorf et Garmisch-Partenkirchen, pour prendre la deuxième place au classement de la compétition. Après deux podiums en vol à ski encore à Oberstdorf et un à Willingen, il prend part aux Championnats du monde à Seefeld, où il remporte sa première victoire dans l'élite au grand tremplin devant son compatriote Karl Geiger, devenant le premier champion du monde sans victoire en Coupe du monde depuis Tommy Ingebrigtsen en 1995. Il ajoute deux autres médailles d'or à sa collection, remportant le titre par équipes masculin et le titre par équipes mixte.
En fin de sa saison, il gagne sa première manche de Coupe du monde au tremplin de vol à ski de Planica. Il se place ainsi deuxième du classement du vol à ski cette saison derrière Ryoyu Kobayashi.

## Palmarès

### Jeux olympiques
| Épreuve / Édition   | Individuel     | Individuel     | Par équipes Grand tremplin          | Par équipes mixte Petit tremplin |
| Épreuve / Édition   | Petit tremplin | Grand tremplin | Par équipes Grand tremplin          | Par équipes mixte Petit tremplin |
| JO 2018 Pyeongchang | 8e             | 14e            | —                                   | Épreuve inexistante à cette date |
| JO 2022 Pékin       | 31e            | 5e             | Médaille de bronze, Jeux olympiques | 9e                               |

Légende :
- : première place, médaille d'or
- : deuxième place, médaille d'argent
- : troisième place, médaille de bronze
- — : Markus Eisenbichler n'a pas participé à cette épreuve

### Championnats du monde
| Épreuve / Édition        | Individuel     | Individuel     | Par équipes    | Par équipes |
| Épreuve / Édition        | Petit tremplin | Grand tremplin | Grand tremplin | Mixte       |
| Mondiaux 2015 Falun      | —              | 10e            | 5e             | —           |
| Mondiaux 2017 Lahti      | Bronze         | 13e            | 4e             | Or          |
| Mondiaux 2019 Seefeld    | 7e             | Or             | Or             | Or          |
| Mondiaux 2021 Oberstdorf | 17e            | 17e            | Or             | Or          |

Légende :
- : première place, médaille d'or
- : deuxième place, médaille d'argent
- : troisième place, médaille de bronze
- — : Markus Eisenbichler n'a pas participé à cette épreuve

### Championnats du monde de vol à ski
| Épreuve / Édition | Harrachov 2014 | Oberstdorf 2018 | Planica 2020 | Vikersund 2022 |
| Individuel        | 38e            | 11e             | Bronze       | 18e            |
| Par équipes       | -              | 4e              | Argent       | Argent         |

### Coupe du monde
- Meilleur classement général : 2e en 2021.
- 2e de la Tournée des quatre tremplins 2018-2019.
- 28 podiums individuels : 3 victoires, 12 deuxièmes places et 13 troisièmes places.
- 26 podiums en épreuve par équipes dont 6 victoires.

#### Victoires saison par saison
| Année     | Lieu        | Total |
| 2018-2019 | Planica     | 1     |
| 2020-2021 | Wisła, Ruka | 2     |

#### Classements généraux annuels
| Année | Rang |
| 2012  | 71e  |
| 2014  | 44e  |
| 2015  | 15e  |
| 2016  | 39e  |
| 2017  | 8e   |
| 2018  | 10e  |
| 2019  | 7e   |
| 2020  | 23e  |
| 2021  | 2e   |
| 2022  | 6e   |
| 2023  | 15e  |